# Renaat Vandepapeliere

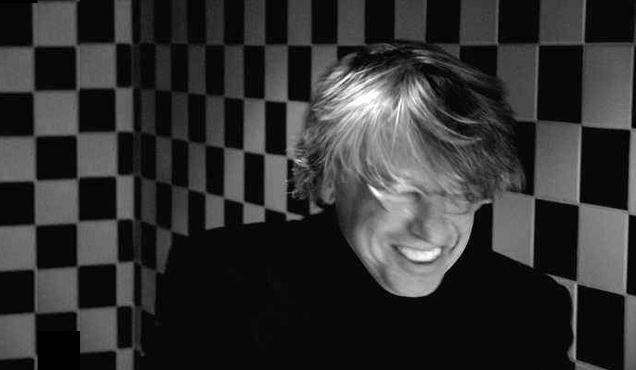
Renaat Vandepapeliere (2012)

Renaat Vandepapeliere (* 21. Juni 1957 in Deinze, Provinz Ostflandern) ist ein belgischer Labelbetreiber, Musikproduzent und DJ. Bekannt wurde er vor allem als Gründer des Plattenlabels R&S Records. Er gilt als Pionier der belgischen New-Beat- und Technoszene.

## Leben
Vandepapeliere, der aus einer Familie mit neun Kindern stammt, wurde 1957 in Deinze geboren.
Bereits in früher Jugend entdeckte er seine Leidenschaft für die Musik. Zunächst spielte er als Schlagzeuger in einer Band. Nach dem Ende der Schulzeit begann er ein Studium der Sprachwissenschaften. Nach einem Konflikt mit seinem Vater musste er sein Studium abbrechen. Er eröffnete einen Frisörsalon und konnte nun durch sein Gehalt in einen Club investieren, wo er auch erstmals als DJ auftrat. Der Club ging jedoch nach einiger Zeit pleite, so dass Vandepapeliere sein gesamtes Geld verlor. Danach arbeitete er sechs Jahre in einem Schallplattenladen und trat parallel als DJ auf. Zu dieser Zeit lernte er einen jungen Jugoslawen kennen, der in Gent studierte und in Deutschland ein Musikstudio besaß. Dies gab ihm den Impuls für einen Einstieg in die Musikproduktion.
1984 gründete er mit seiner Lebensgefährtin Sabine Maes das Label R&S Records (Renaat & Sabine). Erste Veröffentlichung unter diesem Imprint war Big Tonys Coverversion des Barry-White-Klassiker Can't Get Enough (Of Your Love). Vandepapeliere produzierte auch viele der Veröffentlichungen, unter anderem von Big Tony, Space Opera, Spectrum oder Digital Vamp. Ab dem Jahr 1988 veröffentlichte R&S dann eine Reihe von Singles, von denen einige heute zu den Klassikern des New Beat und des Techno gezählt werden. Größter Charthit des Labels war Jaydees Plastic Dreams, von dem R&S in den folgenden Jahren mehr als 500.000 Einheiten absetzen konnte. In dieser Zeit entdeckte und förderte Vandepapeliere zahlreiche junge Talente wie CJ Bolland, Moby, Joey Beltram oder Aphex Twin, die später zu den erfolgreichsten Künstlern der Technoszene zählten.
1992 gründeten Vandepapeliere und Maes mit Apollo ein R&S-Sublabel, auf dem überwiegend Ambient-Veröffentlichungen von Künstlern wie Sun Electric oder Biosphere erschienen.
Mitte der 1990er Jahre geriet R&S dann zunehmend in Vergessenheit und wurde 2001 schließlich ganz eingestellt. Danach widmete Vandepapeliere sich einige Jahre der Pferdezucht. R&S wurde seit dem Jahr 2008 durch den Musiker Dan Foat und den Labelmanager Andy Whitaker aus London geführt. Vandepapeliere blieb weiterhin Präsident des Labels.